# Euskal Sozialistak Elkartzeko Indarra
Euskal Sozialistak Elkartzeko Indarra (ESEI, Força per a la Unitat dels Socialistes Bascs) va ser un partit polític basc nascut en 1976, d'orientació nacionalista basca d'esquerres format en 1977, molt vinculat al món universitari. Formulava una anàlisi marxista de la situació d'Euskal Herria i era partidària d'una àmplia autonomia dintre d'Espanya per al País Basc i Navarra i de l'abandó de la lluita armada. Després de ser un dels signants del denominat "Compromís autonòmic" el maig de 1977 (amb PNB, PSE-PSOE, ANV, PCE i DCV, on s'acordava que fossin els parlamentaris bascos i navarresos sortits de les eleccions els qui redactessin el futur estatut d'autonomia), a les primeres eleccions generals de la democràcia (1977) va participar en la candidatura del Front Autonòmic per al Senat i va obtenir un senador, el seu principal dirigent, Gregorio Monreal, però no va presentar llistes per al Congrés dels Diputats.
A les eleccions municipals de 1979 va formar coalició amb Euskadiko Ezkerra. A les eleccions al Parlament Basc de 1980 va presentar la seva pròpia llista, que va recollir tan sols 6.305 vots. Com a conseqüència, el partit es va dissoldre el 30 d'octubre de 1981.